# Gérard Pelletier (homme politique)
Pour les articles homonymes, voir Pelletier (homonymie) et Gérard Pelletier.
Gérard Pelletier, né le 25 mars 1951 à Chalindrey (Haute-Marne), est un homme politique français, ancien président de l'association des maires ruraux de France et ancien maire de Raze (Haute-Saône).

## Biographie

### Formation et vie professionnelle
Né en 1951 à Chalindrey (Haute-Marne), Gérard Pelletier est le fils d'un cheminot gaulliste, tandis que lui-même se qualifie de gauche depuis le lycée et mai 68. 
Gérard Pelletier a obtenu une maîtrise de chimie et un troisième cycle de chimie structurale. Il travaille comme professeur de chimie à l'institut universitaire de technologie de Vesoul (université de Franche-Comté) et est le directeur du LETMI, laboratoire d’analyse des eaux. Il est diplômé des Hautes Études de la Sécurité intérieure et colonel de réserve de la gendarmerie nationale. 

### Élu local en Haute-Saône
Il a été maire de Raze, une commune de 315 habitants située dans la Haute-Saône de mars 1983 à mars 2008 et président de la Communauté de communes des Combes de 1995 (date de sa création) à 2008. Cette intercommunalité regroupe 22 communes mais compte seulement 5 900 habitants. Catalogué comme « divers gauche », il a soutenu François Bayrou lors de la présidentielle de 2007. Il ne se représente pas à ses mandats d'élu local lors des municipales de 2008.

## Le défenseur des communes rurales

### À l'association des maires ruraux de France
Jeune élu municipal, il lie connaissance avec François Paour, fondateur et président de la Fédération des Maires Ruraux de France (FNMR), et Gérard Pelletier créé l'Association des Maires Ruraux de la Haute-Saône. Il devient rapidement délégué général de la Fédération puis vice-président. Enfin, il est élu président le 22 mai 1999, lors du Congrès de Sochaux.
En novembre 2004, il est candidat à la présidence de l'AMF. 
Dans sa profession de foi, il indiquait que 

« La lente et sûre dégradation des services au public, jamais avouée depuis plusieurs décennies comme la simple conséquence d’économies mal pensées, ronge la vie quotidienne des élus et des citoyens. (…) Depuis qu’elle est entrée dans la Constitution, la péréquation est soigneusement occultée par les choix courageux qu’elle impose. Sans volonté claire au plus haut niveau ni concertation étroite avec les représentants des élus, elle ne restera qu’un mot vide. »

Gérard Pelletier se déclarait également partisan du consensus.
Depuis le début de son mandat, Gérard Pelletier s'est affirmé comme le défenseur de l'espace rural et d'un aménagement du territoire concerté, s'appuyant sur le maintien des services publics. 
Son mandat à la présidence de l'Association des maires ruraux de France a pris fin à l'occasion de l'assemblée générale de juin 2008 de l'AMRF : n'étant plus maire, il ne pouvait briguer un nouveau mandat à l'AMRF. Il est remplacé à la tête des maires ruraux par Vanik Berberian, maire de Gargilesse-Dampierre (Indre).

### Porte-parole des élus ruraux
En tant que président de cet important "lobby" des élus ruraux, Gérard Pelletier a été amené à travailler au sein de différentes instances d'aménagement du territoire : 
- Membre de la Commission pour la Décentralisation (dite Commission Mauroy) en 1999-2000.
- Membre de Conseil de l'Europe, Congrès des pouvoirs locaux et régionaux.
- Membre de la Fondation de l'Eau.
- Membre de l'observatoire des Télécommunications dans la ville.
- Membre du Comité des Finances Locales (depuis 2001)
- Membre du conseil d’Orientation du Centre de Prospective de la Gendarmerie Nationale (depuis 2002)
- Membre du Conseil National de l’Aménagement et du Développement du Territoire (CNADT) (depuis 2002)